# Відповідальне споживання
Відповідальне споживання (англ. responsible consumption), або розумне чи стійке споживання — поняття в економіці, яке характеризує економне використання природних ресурсів в рамках задоволення тільки необхідних потреб.
Відповідальне споживання — один з 12 пунктів в списку 17 глобальних цілей, визначених ООН для світових лідерів — президентів, модних брендів, корпорацій. Рух активно підтримується акціями і соціальною активністю відомих компаній та активістів різного рівня.

## Історія проблеми
- Згідно доповіді Всесвітнього економічного форуму,[2] ще в 1798 році Томас Мальтус попереджав про наслідки перенаселення.
- 1972 рік — Конференція ООН з проблем довкілля.[3] Основний висновок — відповідальне споживання робить життя народів кращим.
- 1992 рік — Конференція ООН з довкілля і розвитку. Озвучена проблема різкого погіршення стану планети.
- 2003 рік — Запуск Маракешського процесу зі сталого споживання та виробництва,[4] розрахованого на 10 років.
- 2012 рік — Конференція ООН зі сталого розвитку, на якій офіційно відзначені успіхи в роботі Маракешського процесу.

## Принципи відповідального споживання
- Зведення до мінімуму накопичення природних і будь-яких інших ресурсів.
- Зменшення кількості відходів за рахунок повторного використання.
- Використання відновлюваних ресурсів.
- Впровадження продуктів з великим життєвим циклом.
- Передача досвіду майбутнім поколінням.

## Відповідальне споживання в суспільстві
Серед торгових марок, стурбованих ідеєю відповідального споживання, неодноразово помічені «IKEA» з їх повним переходом на світлодіоди, «H&M» і «Walmart», які взяли участь у тижні «Зеленого життя» в Китаї. У світі моди майданчиками для поширення ідеї вторинного споживання стали відомі рупори — «Vogue», «Glamour», «GQ».

## 5 основних способів відповідального споживання
1. Мати не більше 100 речей. У 2008 році Дейв Бруно започаткував рух «The 100 Thing Challenge». Його виступ на конференції «TED»  переглянули понад 100 тисяч осіб.
2. Розставити пріоритети. Пітер Волш стверджує, що якщо сформувати чіткі пріоритети і цілі, відмовитися від другорядних речей буде простіше.
3. Витрачати гроші на враження. Купівля речей неодмінно пов'язана з поняттям гедоністичної адаптації, а до вражень це не відноситься.
4. Тимчасово відмовитися від електроніки, щоб виключити покупки в інтернеті.
5. Не купувати, а брати в оренду. Найпростіший спосіб заощадити гроші на дійсно важливі речі, отримавши максимум користі негайно. Купуючи, ви переплачуєте в 10 разів за можливість просто вважатися господарем речі, не використовуючи її ресурс навіть на 50%.